# Гущи (Дагестан)
Гущи́ (лак. Гьущи) — село в Лакском районе Дагестана. Входит в состав Кубринского сельсовета.

## География
Село находится на берегу реки Читтурданих, на расстоянии 3 км к юго-западу от села Кумух, административного центра района.

## Население
| 1895 | 1926 | 1939 | 1970 | 1989 | 2002 | 2010 |
| ---- | ---- | ---- | ---- | ---- | ---- | ---- |
| 222  | ↘193 | ↗222 | ↘131 | ↘46  | ↗106 | ↘66  |
| 2021 |      |      |      |      |      |      |
| ↘62  |      |      |      |      |      |      |